# Cotyledon eliseae
Cotyledon eliseae là một loài thực vật có hoa trong họ Crassulaceae. Loài này được van Jaarsv. miêu tả khoa học đầu tiên năm 1997.